# ووچیا لوکوا
ووچیا لوکوا (به صربی: Vučja Lokva) یک منطقهٔ مسکونی در صربستان است که در نووی پازار واقع شده‌است.